# 노원마들스타디움

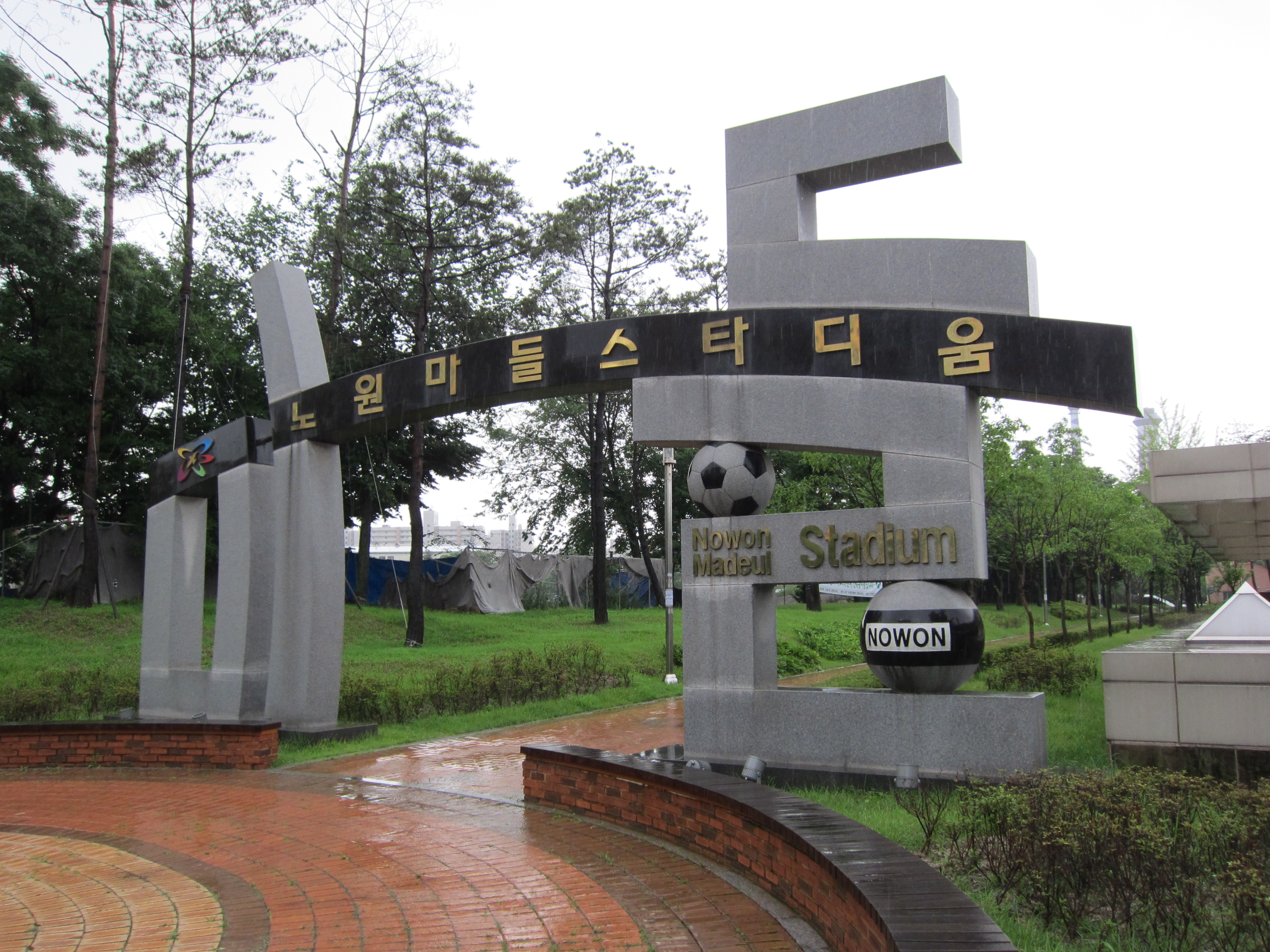
노원마들스타디움

노원마들스타디움(蘆原마들스타디움, Nowon Madeul Stadium)은 대한민국 서울특별시에 있는 스포츠 시설이다. 인조잔디 필드가 갖춰진 경기장이며, 2008년 4월에 준공되었다.
노원마들스타디움은 마들근린공원 내에 위치한 39,835m2 규모의 국제규격 인조잔디 경기장으로, 446석의 관중석과 관리사무소, 본부석을 겸한 공연 무대, 샤워장, 선수 락커룸과 주차장, 네 개의 조명탑이 있어 야간 경기가 가능한 경기장이다.
2006년부터 2년 여에 걸쳐 210여 억 원을 들여 건립하였으며 2008년 4월 17일에 개장하였다. 개장 경기는 한국 내셔널리그 2008 개막전 노원 험멜과 예산 FC의 경기(0-0 무)였다. 이 경기장은 내셔널리그의 노원 험멜의 홈 구장으로 사용되었지만 2010년 내셔널리그가 인조잔디구장을 홈 구장으로 사용하는 것을 불허하면서 노원 험멜은 연고지를 충주로 옮겼다. 2011년부터 K3리그의 서울 유나이티드 FC가 노원구와 교류협약을 맺어 홈 구장으로 사용하고 있다. 토요일에 이곳에서 홈 경기를 치른다.
노원구 내 공연장으로도 쓰이며 매월 셋째 주 월요일을 제외하고 오전 6시부터 오후 10시까지 연중 무휴로 운영되고 있다.

## 교통
- 지하철: 서울 지하철 7호선 중계역 5번 출구 500m
- 버스: 1144번, 102번

## 참고 문헌
- “노원마들스타디움”. 노원구시설관리공단.
- 〈마동근린공원〉. 《두피디아》. 두산.
- “노원구 축구장 시설 안내”. 노원구서비스공단.[깨진 링크(과거 내용 찾기)]
- 《전국 공공체육 시설 현황 (2017년말 기준)》. 대한민국 문화체육관광부. 2019.
- 《2023 전국 공공체육시설 현황 (2022년 12월말 기준)》. 대한민국 문화체육관광부. 2024.